# 米内瓦新城
米内瓦新城（法語：Villeneuve-Minervois）是法国奥德省的一个市镇，属于卡尔卡松区和里厄米内瓦县（Rieux-Minervois）。该市镇2009年时的人口为1,019人。

## 人口
米内瓦新城人口变化图示
| 数据来源：INSEE |